# Peromyscus crinitus
Peromyscus crinitus és una espècie de mamífer rosegador de la família dels cricètids. Viu a l'oest dels Estats Units i el nord-oest de Mèxic. Els seus hàbitats naturals són els matollars i herbassars àrids. És una espècie en risc mínim, és a dir, no sembla que hi hagi cap amenaça significativa per a la seva supervivència. El seu nom específic, crinitus, significa ‘pelut’ en llatí.